# Dan Duryea
Dan Duryea (ur. 23 stycznia 1907, zm. 7 czerwca 1968) – amerykański aktor filmowy i telewizyjny.

## Wybrana filmografia
seriale
- 1951: Schlitz Playhouse of Stars jako Sam Ireland
- 1954: Studio 57 jako Doc Munday
- 1959: Bonanza jako Gerald Eskith
- 1963: Rawhide jako prorok
- 1964: Peyton Place jako Eddie Jacks
- 1964: Prawo Burke’a jako Hop Sing Kelly / Sam Atherton
- 1964: Alfred Hitchcock przedstawia jako Raymond Brown
- 1965: Combat jako Barton (odc. "Dateline")
- 1966: The Monroes jako T.J. Elderbush
- 1967: Combat jako Bernie Wallace (odc. "A Little Jazz")

film
- 1941: Ognista kula jako Duke Pastrami
- 1942: Duma Jankesów jako Hank Hanneman
- 1943: Sahara jako Jimmy Doyle
- 1944: Ministerstwo w strachu jako Cost / Krawiec Travers
- 1944: Pani Parkington jako Jack Stilham
- 1944: Nic oprócz samotnego serca jako Lew Tate
- 1944: Kobieta w oknie jako szantażysta Heidt/odźwierny Tim
- 1948: Another Part of the Forest jako Oscar Hubbard
- 1953: Zatoka Sztormów jako Johnny Gambi
- 1964: Taggart jako Jay Jason
- 1965: Spacer po linie jako Lutcher
- 1968: Bamusowy latający spodek jako Hank Peters

## Wyróżnienia
Posiada swoją gwiazdę na Hollywoodzkiej Alei Gwiazd.